# Сонні Тіба
Сонні Тіба (англ. Sonny Chiba; також Сін'їті Тіба, яп. 千葉 真一, Чіба Шін'їчі, при народженні Сада́хо Маéда, яп. 前田 禎穂; 23 січня 1939, Фукуока, префектура Фукуока — 19 серпня 2021, Кіміцу, префектура Чіба) — японський актор та майстер бойових мистецтв.

## Життєпис
Народився 22 січня 1939 року у місті Фукуока, префектура Фукуока, і був третім з п'яти дітей в родині воєнного льотчика. Його мати в юності брала участь у змаганнях з легкої атлетики. Після того, як батька перевели до міста Кісарадзу у префектурі Тіба, родина переїхала слідом за ним до міста Кіміцу. Навчався у Японському університеті спортивної науки. За часів студентства почав займатися карате під керівництвом майстра бойових мистецтв Масутацу Оями і з часом отримав чорний пояс. На початку 1960-х років почав зніматися у фільмах компанії Toei під псевдонімом Сінїті Тіба, одночасно дебютувавши на телебаченні. Повна фільмографія актора налічує понад 200 ролей в кіно та на телебаченні. Також пробував себе як кінорежисер, кінопродюсер та постановник бойових сцен. 1970 року відкрив власну школу каскадерів. Його молодший брат Хіро Ябукі також став актором.
Сонні Тіба помер 19 серпня 2021 року в одній з лікарень міста Кіміцу, префектура Тіба, в 82-річному віці від ускладнень, викликаних коронавірусним захворюванням COVID-19.

## Особисте життя
Тіба двічі одружувався, обидва шлюби завершилися розлученням:
- 1972—1994 — Йоко Ногіва, акторка. 1 січня 1975 року у пари народилася дочка Дзюрі (Джулія) Манасе, яка також стала акторкою.
- 1996—2015 — Тамамі Тіба. У цьому шлюбі народилися двоє синів — Маккен'ю Маеда (16 листопада 1996) та Гордон Маеда (9 січня 2000), які обидва також стали акторами.

## Розряди у бойових мистецтвах
Тіба був володарем чорного поясу в наступних бойових мистецтвах:
- Кіокушинкай карате: 4-й дан
- Ніндзюцу: 4-й дан
- Годзю-рю карате: 2-й дан
- Сьоріндзи кемпо: 2-й дан
- Дзюдо: 2-й дан
- Кендо: 1-й дан

## Вибрана фільмографія
| Рік  |   | Українська назва                   | Оригінальна назва                     | Роль                                      |
| ---- | - | ---------------------------------- | ------------------------------------- | ----------------------------------------- |
| 1974 | ф | Вуличний боєць                     | Gekitotsu! Satsujin ken               | найманий вбивця Такума (Террі) Цуругі     |
| 1974 | ф | Повернення вуличного бійця         | Satsujin ken 2                        | найманий вбивця Такума (Террі) Цуругі     |
| 1974 | ф | Остання помста вуличного бійця     | Gyakushû! Satsujin ken                | найманий вбивця Такума (Террі) Цуругі     |
| 1975 | ф | Сила айкідо                        | Gekitotsu! Aikidô                     | Моріхей Уесіба                            |
| 1975 | ф | Убойна машина                      | Shôrinji kenpô                        | Со Досін, засновник Сьоріндзі Кемпо       |
| 1975 | ф | 109-й іде без зупинок              | 新幹線大爆破 / The Bullet Train       | Аокі                                      |
| 1975 | ф | Приречений на самотність           | Kenka karate kyokushinken             | сенсей Масутацу Ояма                      |
| 1977 | ф | Приречений на самотність 2         | Karate baka ichidai                   | сенсей Масутацу Ояма                      |
| 1977 | ф | Голго-13: Операція «Коулун»        | Golgo 13: Assignment Kowloon          | Голго-13, герцог Того                     |
| 1979 | ф | Приречений на самотність 3         | Kyokuskin kenka karate burai ken      | сенсей Масутацу Ояма                      |
| 1979 | ф | Провал у часі                      | Sengoku jieitai                       | молодший лейтенант Йосіакі Іба            |
| 1980 | ф | Вірус                              | Fukkatsu no hi                        | доктор Ямауті                             |
| 1981 | с | Тінь воїнів: Хатторі Хандзо        | Hattori Hanzô: Kage no Gundan         | Хатторі Хандзо                            |
| 1981 | ф | Меч Бусідо                         | The Bushido Blade                     | принц Ідо                                 |
| 1982 | ф | Ревучий вогонь                     | Hoero! Tekken                         | містер Меджик, інспектор Інтерполу        |
| 1983 | ф | Легенда про восьмерих самураїв     | Satomi hakken-den                     | Донецу Тадатомо                           |
| 1986 | ф | Кабаре                             | Kyabarê                               | бос якудзи                                |
| 1992 | ф | Залізний орел 3: Аси               | Aces: Iron Eagle III                  | Хорікосі                                  |
| 1994 | ф | Бій для безсмертних                | Immortal Combat                       | Дзіро Хінтані                             |
| 1995 | ф | Мовчун                             | Codename: Silencer                    | Макато                                    |
| 1998 | ф | Володарі стихій                    | Fung wan: Hung ba tin ha              | Хун Баа                                   |
| 2003 | ф | Королівська битва 2                | Batoru rowaiaru II: Chinkonka         | Макіо Мімура, дядько Сіндзі, революціонер |
| 2003 | ф | Убити Білла. Фільм 1               | Kill Bill: Vol. 1                     | Хатторі Ханзо                             |
| 2004 | ф | Убити Білла. Фільм 2               | Kill Bill: Vol. 2                     | Хатторі Ханзо                             |
| 2004 | ф | Стиль виживання 5+                 | Survive Style 5+                      | Касама, президент фармацевтичної компанії |
| 2006 | ф | Потрійний форсаж: Токійський дрифт | The Fast and the Furious: Tokyo Drift | дядько Камата                             |
| 2012 | ф | Суші гьол                          | Sushi Girl                            | суші-шеф-кухар                            |